# Fonautografo

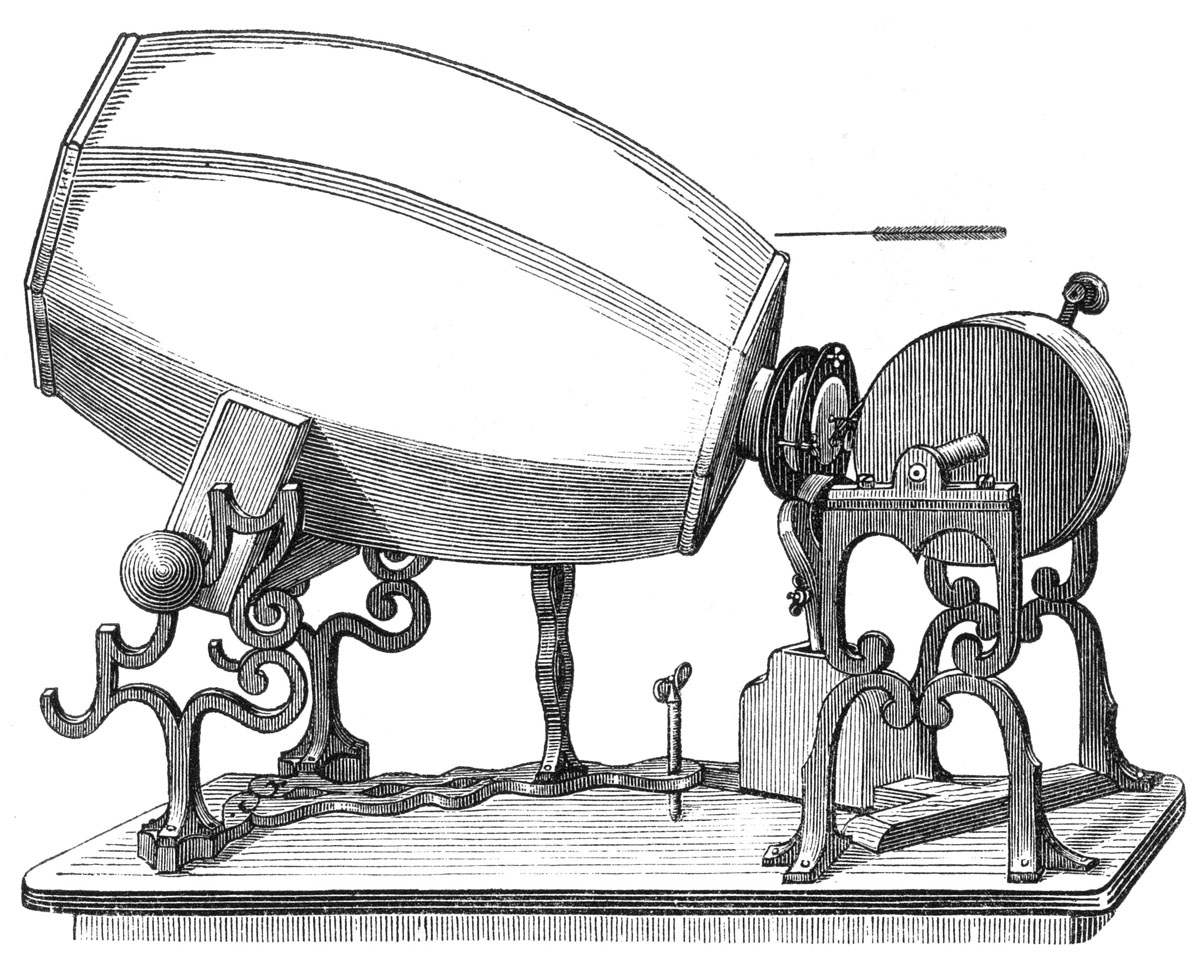
Uno dei primi esemplari di fonautografo (1859). Il cilindro è realizzato in plaster di Parigi.

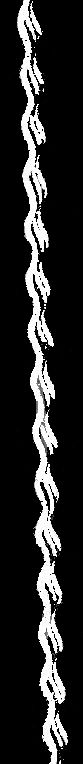
Dettagli di un fonautogramma del 1859

Il fonautografo è stata la prima apparecchiatura conosciuta atta a registrare il suono. In precedenza, erano stati ottenuti tracciati dei moti vibratori prodotti da diapason e altri oggetti, ma non delle onde sonore che si propagavano attraverso l'aria o altri mezzi. Inventato dal francese Édouard-Léon Scott de Martinville, venne brevettato il 25 marzo 1857. Era in grado di tracciare onde sonore come ondulazioni o altre deviazioni in una linea disegnata su carta o vetro anneriti dal nerofumo. Da intendersi esclusivamente come uno strumento di laboratorio per lo studio dell'acustica, potrebbe essere stato utilizzato per studiare e misurare visivamente l'ampiezza e la forma d'onda sonora delle parole e di altri suoni o per determinare la frequenza di una data intonazione musicale per confronto con una frequenza di riferimento contemporaneamente registrata.
A quanto pare, non si era mai verificato, prima degli anni 1870, che registrazioni, chiamate fonoautogrammi, contenessero sufficienti informazioni tali da poter, in teoria, consentire la ricreazione di un suono. Poiché il tracciato era un fonautogramma costituito da una linea bidimensionale, la diretta riproduzione fisica del suono era impossibile in ogni caso.

## Costruzione
Scott, uno stampatore e libraio di professione, ebbe l'ispirazione quando gli capitò di leggere l'anatomia dell'orecchio umano nel corso della sua attività. Il suo fonautografo venne costruito in analogia del condotto uditivo esterno, del timpano e degli ossicini. Scott creò diverse varianti del dispositivo. Le funzioni del canale auricolare e del timpano venivano simulate da un corno ad imbuto o da un piccolo cilindro chiuso da una membrana flessibile di pergamena, o altro materiale adatto, tesa sopra l'estremità più piccola. Una setola di maiale o altro elemento molto leggero a forma di stilo era collegato alla membrana, a volte da un legame indiretto che grosso modo simulava gli ossicini e serviva come leva di amplificazione. Le setole tracciavano una linea su un sottile strato di nerofumo, finemente suddiviso, depositato dalla fiamma di una lampada a petrolio o a gas, su una superficie in movimento di carta o di vetro. Il suono raccolto dall'orecchio simulato e trasmesso alle setole, creava la linea che era modulata dalle variazioni della pressione dell'aria, determinando la creazione di una registrazione grafica delle onde sonore.
Il primo brevetto di Scott descriveva una superficie di registrazione piana e un peso azionato da un orologio, ma la forma più tarda e familiare della sua invenzione, commercializzata da Rudolph Koenig nel 1859, registrava su un foglio di carta rivestito di nerofumo e avvolto intorno ad un cilindro che veniva ruotato a mano. Il cilindro inserito su una barra filettata grossolanamente, in modo da progredire lungo il suo asse durante la rotazione, produceva un tracciato elicoidale. La durata della registrazione dipendeva dalla velocità di rotazione, che doveva essere rapida per registrare le singole forme d'onda dei suoni con un buon dettaglio. Dopo un lungo studio sulle dinamiche come le cadenze del discorso, il cilindro poté essere ruotato molto più lentamente ottenendo così una registrazione più lunga. Alcuni fonautografi comprendevano un diapason o altri mezzi che consentivano la registrazione simultanea di una frequenza di riferimento nota.
Diversi altri inventori successivamente produssero versioni modificate del fonautografo e registrarono il suono modulato con l'uso di attrezzi vari e in vari formati, sia nel tentativo di migliorare il dispositivo di Scott che di adattarlo a specifiche applicazioni. In almeno un caso, un completo ritorno alle origini concettuali del dispositivo venne realizzato utilizzando le parti conservate di un reale orecchio umano.

## Riproduzione
Intorno alla metà di aprile del 1877, Charles Cros comprese che una registrazione del fonautografo poteva essere riconvertita in suono mediante fotoincisione, realizzando un tracciato su una superficie di metallo per creare un solco riproducibile poi con uno stilo e un diaframma simili a quelli del fonautografo, per invertire il processo di registrazione e ricreare il suono. Prima che fosse in grado di mettere le sue idee in pratica, giunse l'annuncio del fonografo di Thomas Edison, che registrava le onde sonore su un foglio di carta stagnola da cui potevano essere riprodotte immediatamente. Ciò relegò temporaneamente nell'oscurità il metodo di Cros.
Dieci anni più tardi, le prime sperimentazioni di Emile Berliner, inventore del grammofono, avvennero su un apparecchio di registrazione che era in sostanza una versione raffinata della forma di disco dell'iniziale fonautografo. Tracciava una chiara linea di suono modulato a spirale su di un sottile strato nero su un disco di vetro. Il metodo di fotoincisione proposto per primo da Cros venne poi utilizzato per produrre un disco di metallo con un solco riproducibile. Probabilmente, questi esperimenti, realizzati intorno al 1887 da Berliner, furono le prime riproduzioni di suono tratte da fonautogrammi.
Tuttavia, per quanto si sa, nessun tentativo è stato mai fatto di usare questo metodo per riprodurre i primi sopravvissuti fonautogrammi realizzati da Scott. Forse in quanto le immagini di alcuni di essi, generalmente disponibili su libri e periodici, erano costituite da sequenze troppo brevi di suoni per essere riprodotte, da aree frammentarie di più registrazioni, o semplicemente troppo grezzi e indistinti per incoraggiare un simile esperimento.
Quasi 150 anni dopo che erano stati registrati, alcuni campioni di fonautogrammi di Scott, conservati tra le carte di Scott all'ufficio brevetti di Francia e presso l'Académie des Sciences, sono stati inseriti nell'American audio historians. Da essi sono state ottenute immagini di alta qualità. Nel 2008, per la prima volta, le registrazioni sono state riprodotte, tramite elaborazione su moderni computer, delle immagini salvate. I primi risultati sono stati ottenuti utilizzando un sistema specializzato sviluppato per riprodurre otticamente registrazioni presenti su supporti più tradizionali che erano troppo fragili o danneggiati per essere riprodotti direttamente. Più tardi, si resero disponibili software che rendevano realizzabile la decifrazione delle immagini dei suoni di conversione, richiedendo solo alta qualità di scansione del fonautogramma e un normale personal computer.
Non importa quale sia l'hardware e il software usato, il principio di base in questione è relativamente semplice. Se un'immagine, fortemente ingrandita, di un segmento di un tracciato di fonautogramma viene proiettata come una linea orizzontale orientata e ondulata su un foglio di carta millimetrata, può essere creata una descrizione numerica della linea contando il numero di spazi tra la linea e una linea retta orizzontale di riferimento, e fare un elenco dei numeri. Tale lista è, infatti, un file audio digitale del tipo più semplice. Se inserito in un computer nel formato richiesto e con le informazioni richieste, può essere riprodotto come suono. Naturalmente, un computer non necessita di proiettore o carta millimetrata per convertire un fonautogramma scansionato in un file audio digitale riproducibile da procedure comparabili.
Una complicazione è che i fonautogramma di Scott vennero registrati su macchine che erano a manovella, piuttosto che a motore, con conseguente instabilità di rotazione del cilindro. Le esitazioni irregolari di rotazione, causate dalla riproduzione di tali registrazioni ad una velocità costante, possono rendere il discorso molto più difficile da capire con evidenti effetti spiacevoli sulla riproduzione della musica. Fortunatamente, molti fonautogrammi avevano una traccia separata parallela, scritta in contemporanea con la traccia vocale, nella quale era registrato un tono di riferimento costante. Lavorando con brevi segmenti delle tracce accoppiate, operando in modo che il tono di riferimento sia tenuto ad un passo costante, è stato possibile correggere le irregolarità e migliorare notevolmente i risultati.

## Suoni recuperati
Un fonautogramma, creato il 9 aprile 1860, si rivelò essere una registrazione, della durata di 20 secondi, di una canzone tradizionale francese Au clair de la lune. Mentre inizialmente si credette che si trattasse della voce di una donna o di un adolescente, successive ricerche realizzate nel 2009, portarono a comprendere che la velocità di riproduzione era eccessivamente veloce e che pertanto si poteva trattare della voce dello stesso Scott, che cantava la canzone molto lentamente. Sono stati convertiti altri due fonautogrammi del 1860 con registrazioni di Vole, petite abeille, una canzone da un'opera comica. In precedenza, la prima registrazione vocale nota era quella realizzata nel 1888 da Edison, sul suo fonografo a cilindro di cera, di un corale di Handel.
Un altro fonautogramma ritrovato contiene i versi iniziali del dramma pastorale Aminta di Torquato Tasso. Probabilmente registrato nell'aprile o maggio 1860, questo fonautogramma è la prima registrazione intelligibile della voce umana che è stato possibile riprodurre, precedentemente all'esperimento di Frank Lambert del 1878. Registrazioni precedenti, risalenti al 1857, contengono la voce di Scott ma non sono intelligibili a causa della loro scarsa qualità, brevità e velocità irregolare.
Anche se questi brevi, grezzi e ovattati frammenti di registrazione, sono molto difficili da capire, anche per i madrelingua delle lingue utilizzate, sono notevoli come echi di suoni ormai vecchi più di 160 anni.